# Pretratamiento
En una estación depuradora de aguas residuales, el pretratamiento de las aguas residuales es el primer proceso realizado de acondicionamiento de las aguas. El pretratamiento busca acondicionar el agua residual para facilitar posteriormente los tratamientos propiamente dichos, y preservar así la instalación de erosiones y taponamientos. 
El pretratamiento incluye equipos tales como rejas y tamices (para la separación de partículas de gran tamaño, como botellas de plástico), desarenadores (para eliminar la arena presente en las aguas residuales) y desengrasadores (para eliminar grasas y aceites). 
Tras el pretratamiento, en una estación depuradora se suele seguir el proceso de tratamiento con el tratamiento primario en decantadores, en los que se hace decantar por gravedad las partículas en suspensión presentes en las aguas.